# Oberhaag
Oberhaag est une commune autrichienne du district de Leibnitz en Styrie.